# Sphegina anatolii
Sphegina anatolii är en tvåvingeart som beskrevs av Mutin 1999. Sphegina anatolii ingår i släktet midjeblomflugor, och familjen blomflugor. Inga underarter finns listade i Catalogue of Life.